# 하느님의 나라
하느님의 나라(그리스어: Βασιλεία του Θεού 바실레이아 투 테우), 천국, 하늘나라, 하나님의 나라는 성서에 근거하여 기독교와 유대교에서 찾을 수 있는 신학적 개념이며, 앞으로 다가올 그리고 현재 확장되어가는 미래적이고 현재적인 신의 통치를 뜻한다. 신약성서에서는 예수가 하나님의 나라를 "천국", "(내) 아버지(의) 나라", "하나님의 나라",  "그(분의) 나라"라고 표현하기도 한다. 영문성서에서는 "왕국"(Kingdom)으로 번역한다. 그리고 하나님의 나라의 아람어인 말쿠타 디스마이아(malkuta dis-mayya)라고 하는 문자적인 번역이 존재한다. 이 용어는 바벨론 포로기 이후 하나님 성호에 대한 완곡 어법에서 유래된 것이다. 마태오는 유대-그리스도인 독자들의 감정을 존중하여 이 단어를 사용한 바가 있다.

## 하나님의 나라의 뜻

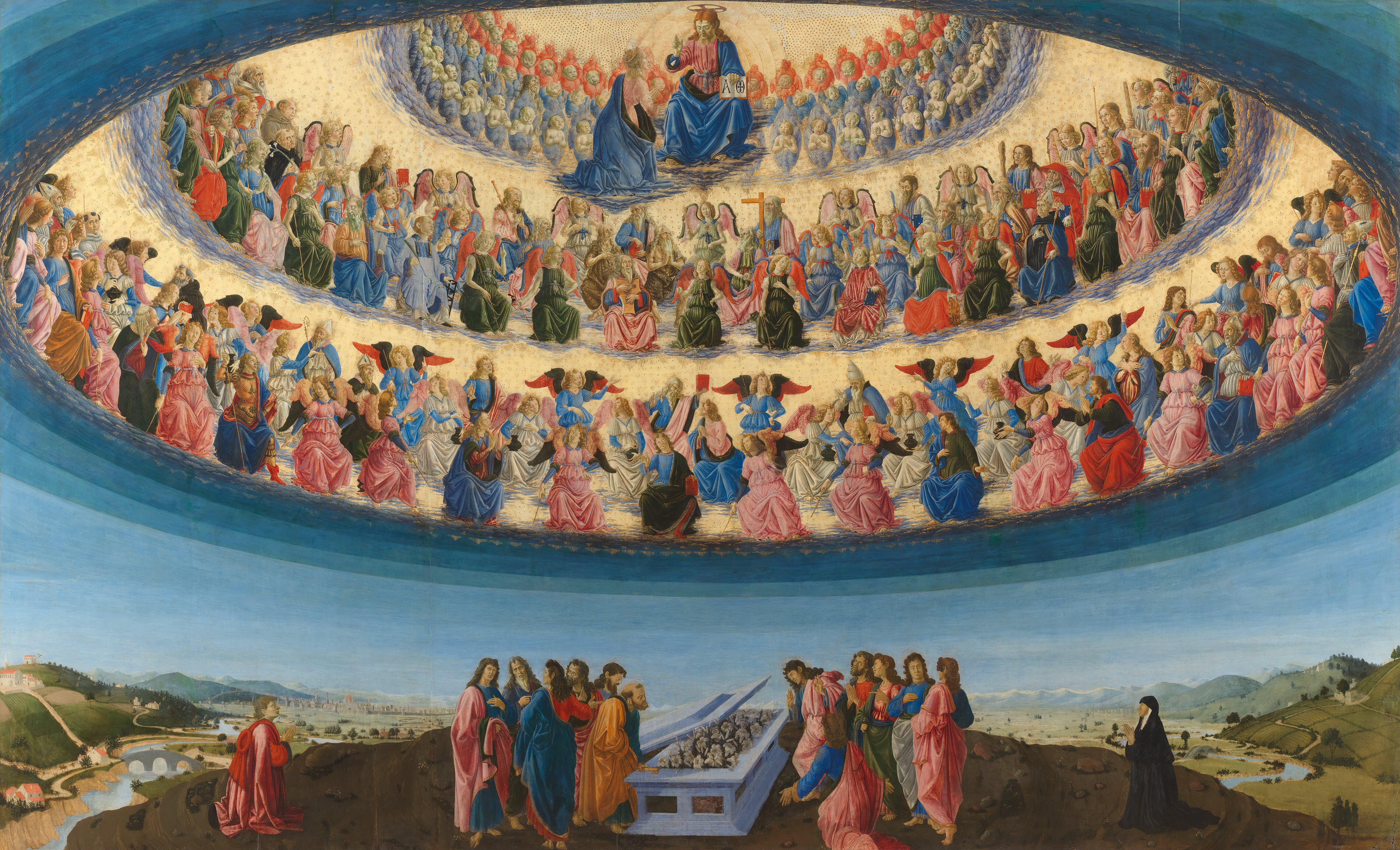
영국의 내셔널 갤러리 런던에서 천국의 이미지는 세 개의 계급과 천사가 각각 다른 특성을 가진 9 개의 계층을 보여 준다.

하나님 나라 또는 천국은 앞으로 다가올 그리고 현재 자라고 있는 미래적이고 현재적인 하나님의 다스림을 뜻한다. 마태오의 복음서에서는 하나님 나라를 천국(하늘나라)이라고 부르는데, 그 이유는 마태오의 복음서의 저자와 독자 모두 유대인이라 하나님을 함부로 부르면 안 된다고 생각했기 때문이다. 즉, 하나님 나라와 천국은 같은 말이다. 물론 이방인을 대상으로 쓰여진 복음서로 알려진 루가의 복음서에서는 하나님의 나라로 부르고 있다. 하나님의 나라는 구약성서와 신약성서 전반에서 발견할 수 있는 개념이어서, 예수는 공생애 동안 하나님의 나라의 도래를 핵심으로 하는 설교를 하였다. 하지만 유대인은 하나님 나라를 외세로부터 해방된 민족주의 국가로 이해했기 때문에, 하나님 나라를 하나님의 정의와 평화 실천으로 해석하던 그리스도는 거부되었다.

## 하나님의 나라 등장횟수
하나님의 나라는 신약의 중심 테마이다. 마태오의 복음서에서는 단지 4회에 걸쳐서만 '하나님의 나라'라는 단어를 기록하고 있다. 그 대신에 '하늘 나라'로 34회가 사용되고 있다.  마르코의 복음에서는 14회, 루가의 복음에서는 22회, 요한의 복음에서는 2회, 사도행전에서 6회, 바울 서신서들에서 8회, 계시록에서 1회가 사용되고 있다.

## 하나님의 나라에 관한 비유
하나님의 나라에 대한 비유는 밭에 뿌려진 씨앗(막 4:3-20), 겨자씨의 성장(마 13:31)에 비유되었다.

## 역사적 배경
기원전부터 이스라엘 민중 가운데에는 이미 하나님 나라의 개념이 있었다. 무엇보다도 히브리 사상의 근원이 되는 구약성서에서 그 표현을 발견할 수 있는데, 대표적인 것이 역대기 상 29장 10~12절, 다니엘서 4장 3절 등이다. 이스라엘 민족에게 있어서 하나님의 나라는 주로 하나님의 특별한 경영 대상, 그 중에서도 이스라엘 국가를 지칭하는 것으로 여겨졌다. 그러나 이스라엘 국가가 패망한 이후로 하나님의 나라는 매우 좁은 의미로서 ‘회복될 이상적인 이스라엘 국가’의 의미로도 쓰이기 시작한다. 이스라엘 민중이 그리던 그 이상 국가의 모습은 구약성경의 이사야서 11장 1~9절에 묘사된 것이 대표적이다:

1. 이사이의 그루터기에서 햇순이 돋아나고 그 뿌리에서 새싹이 움트리라.
2. 그 위에 하나님의 영이 머무르리니 지혜와 슬기의 영 경륜과 용맹의 영 지식의 영과 하나님을 경외함이다.
3. 그는 하나님을 경외함으로 흐뭇해하리라. 그는 자기 눈에 보이는 대로 판결하지 않고 자기 귀에 들리는 대로 심판하지 않으리라.
4. 힘없는 이들을 정의로 재판하고 이 땅의 가련한 이들을 정당하게 심판하리라. 그는 자기 입에서 나오는 막대로 무뢰배를 내리치고 자기 입술에서 나오는 바람으로 악인을 죽이리라.
5. 정의가 그의 허리를 두르는 띠가 되고 신의가 그의 몸을 두르는 띠가 되리라.
6. 늑대가 새끼 양과 함께 살고 표범이 새끼 염소와 함께 지내리라. 송아지가 새끼 사자와 더불어 살쪄 가고 어린아이가 그들을 몰고 다니리라.
7. 암소와 곰이 나란히 풀을 뜯고 그 새끼들이 함께 지내리라. 사자가 소처럼 여물을 먹고
8. 젖먹이가 독사 굴 위에서 장난하며 젖 떨어진 아이가 살무사 굴에 손을 디밀리라..
9. 나의 거룩한 산 어디에서도 사람들은 악하게도 패덕하게도 행동하지 않으리니 바다를 덮는 물처럼 땅이 하나님을 앎으로 가득할 것이기 때문이다.

위에서 언급되는 ‘이새의 그루터기’는 다윗 왕의 후손을 나타내는 말이다(다윗의 아버지 이름이 이새였다). 그래서 이스라엘 민족은 다윗의 후손이 나타나 이스라엘을 압제하는 세력을 물리치고 왕위에 올라 하나님의 뜻대로 다스리는 복지낙토를 건설할 것이라 바라보았고, 이러한 좁은 의미에서의 하나님의 나라라는 표현을 종종 사용하였다. 그리고 그것을 완수할 자를 메시아라고 불렀는데, 직역하면 ‘기름 부음을 받은 자’로서 이는 이스라엘에서 왕위에 오를 사람에게 기름을 부었던 전통과 관련이 있다. 그래서 하나님의 나라는 메시아와 불가분의 관계에 있으며, 무엇보다도 하나님의 나라 구체적 모습은 메시아가 옴으로써 수립될 것으로 여겨졌다.
바벨론 포로 이후 이스라엘은 이전에 있던 영광을 회복하지 못했다. 이로 인하여 이스라엘 백성들은 하나님 나라에 대한 그들만의 기대가 있었다. 그러나 당시 당면한 정치적인 현실 사이에 큰 갈등을 가지고 있었다. 그들은 하나님의 나라에 대한 인식을 재평가하게 되었다. 따라서, 하나님 나라의 통치는 역사와 시간과는 구분되는 "마지막 때"(토 에스카톤)와 하나님께서 친히 통치하시는 한 영역으로 하나님 나라를 묘사하고 있다.

## 바울의 해석
바울의 서신을 통해 하나님 나라의 개념을 살펴볼 수 있다. 바울 사도역시 하나님의 나라를 내면적이고도 영적인 실제로 설명하였다. '하나님의 나라는 먹고 마시는 일이 아니라, 성령 안에서 누리는 의로움과 평화와 기쁨입니다.'(롬 14:17). 그리고 미래 실현할 하나님의 나라에 관한 관점도 있다. 실제로 믿는 자들의 '하나님의 영광에 참여하리라는 희망을 자랑'(롬 5:2)여기는 그의 강조는 이 세상의 박해와 고난 후에 실현할 미래를 의미한다.

## 기독교 해석
기독교에서의 하나님의 나라는 위에서 서술한 바 유대교에서 발견되는 하나님 나라 개념의 연장선상에 있다. 차이점이 있다면 가장 큰 것은 기독교에서는 예수의 오심으로 하나님 나라 즉, 하나님의 다스림이 임했다고 해석한다는 것이다. 그러나 기독교 내에서도 종파에 따라 또는 신학사조에 따라 하나님 나라에 대한 구체적인 이해에 차이를 보이고 있다.
신학자들은 하나님 나라라는 표현이 공간적인 것으로 그러니까 죽어서 가는 내세로 잘못 해석될 수 있다고 보기 때문에, 하나님의 다스림이나 하나님의 질서로 표현한다. 이들에게는 하나님의 나라보다는 하나님의 다스림이나 하나님의 질서가 하나님의 나라의 뜻을 잘 표현한 말이기 때문이다. 여성신학자들도 이 표현을 지지하는데, 하나님의 나라(Kingdom)가 남성적인 의미를 갖고 있다고 보기 때문이다. 원로 장로교 신학자 김영재 전 합동신학대학원대학교 교수는 "하나님 나라는 하나님의 다스림을 뜻하는데도 대다수 기독교인들이 죽어서 가는 내세로 오해하고 있다"고 지적한 바 있다.

### 개혁주의/칼뱅주의 시각
개혁주의는 위에서 서술된 광의에서의 하나님 나라와 협의에서의 하나님 나라를 다 수용하되, 혼동을 피하기 위해 다음과 같은 용어를 사용한다.
- 권능의 왕국(Kingdom of Power): 광의에서의 하나님 나라를 가리킨다. 하나님의 통치권이 미치는 곳, 즉 우주 뿐만 아니라 내세의 모든 영역을 가리키는 말이다. 전 영역에서 하나님의 통치권은 절대적 대권을 행사한다는 의미에서 '권능의 왕국'이라고 표현한다.
- 은총의 왕국(Kingdom of Grace): 협의에서의 하나님 나라를 가리킨다. 즉 권능의 왕국 내에서도 하나님의 특별한 경영 대상인 하나님의 백성들로 구성되는 사회를 지칭한다. 그러므로 은총의 왕국의 영역은 이 땅뿐만 아니라 내세에까지 뻗쳐 있지만 그 주 무대는 지상이 된다. 하나님의 백성들은 본래 죄인들이었으나 하나님의 은총으로 인해 죄사함을 받고 하나님의 백성이 되었다는 의미에서 은혜의 왕국이라는 말을 쓴다. 이 은총의 왕국을 가장 뚜렷하게 증시하는 것이 교회이다. 개혁주의 시각은 이 은총의 왕국이 역사의 가도 위에서 발전해 나감에 따라 궁극적으로 다다를 정점이 있는데, 그것이 이루어지는 날이 예수의 재림 때이며, 그 완성된 모습을 묘사한 것이 앞서 인용된 이사야서 11장 1~9절의 내용이라고 본다.
- 영광의 왕국(Kingdom of Glory): 위에서 서술했듯이 예수의 재림과 함께 완성될 은혜의 왕국을 지칭하는 말이다.

개혁주의는 이상의 모든 왕권을 부활한 예수가 현재 행사하고 있다고 본다.
이상을 살펴볼 때, 과거 전통적인 유대교적 하나님 나라와의 차이는 개혁주의 시각은 첫째, 이스라엘 국가라는 특정 민족을 중심으로 한 것이 아닌 전 세계적이며, 둘째, 메시아의 도래와 함께 바로 완성되는 것이 아니라 경과 기간이 있어 메시아의 재림과 함께 완성된다고 보는 것이며, 셋째, 외부적인 규제가 아닌 하나님의 말씀과 성령을 통한 영혼의 다스림이라는 것이며, 넷째로, 그럼에도 불구하고 사람의 정신 속에서만 머무는 것이 아니라 외부적 실증을 드러내는 현실적인 통치권으로 이해한다는 것이다.
또한 로마 가톨릭과 개혁주의의 차이는 로마 가톨릭의 경우 예수의 왕권 행사의 지상 대리자로 교황을 인정하지만 개혁신학에서는 대리자를 부인한다는 것이다. 이는 다른 개신교 종파들과 성공회 교회도 마찬가지이다. 이는 신약성서의 마태오 복음서 16장 19절에 대한 해석에 근거한다.

## 같이 보기
- 천국
- 하나님의 주권